# استادیوم پراپور (کراماتورسک)
استادیوم پراپور یک استادیوم فوتبال واقع در کراماتورسک ، استان دونتسک می باشد . این ورزشگاه در سال ۱۹۳۶ ساخته شد و در سال های ۲۰۱۱-۲۰۱۷ به اسم ورزشگاه آوانارد معروف یود. ظرفیت ورزشگاه ۶,۰۰۰صندلی است. 
این استادیوم در انبار کارخانه ماشین سازی پیشین کراماتورسک (اس کی ام زی) محافظت می شود.
طبق برخی منبع ها، کراماتورسک  با دارا بودن دو استادیوم است که هر دوی آنان اسم آوانهارد را یدک می‌کشند.  یکی استادیوم پیشین پراپور می باشد که محل مرکزی شهر است و در باغ برناتسکی قرار گرفته است، دیگری یک مجموعه ورزشی بلومین( شکوفه ) است که متعلق به کارخانه ماشین سازی نیو کراماتورسک (ان کی ام زی) است و در پارک پوشکین واقع شده است. 